# Malkhed (J), Sedam
Malkhed (J) là một làng thuộc tehsil Sedam, huyện Gulbarga, bang Karnataka, Ấn Độ.